# Faverges-Seythenex
Faverges-Seythenex – gmina we Francji, w regionie Owernia-Rodan-Alpy, w departamencie Górna Sabaudia. W 2013 roku liczba ludności wynosiła 7586 mieszkańców. 
Gmina została utworzona 1 stycznia 2016 roku z połączenia dwóch ówczesnych gmin: Faverges oraz Seythenex. Siedzibą gminy została miejscowość Faverges.